# Publi Corneli Lèntul Caudí (cònsol)
Publi Corneli Lèntul Caudí (en llatí: Publius Cornelius L. f. Ti. n. Lentulus Caudinus) va ser un magistrat romà del segle iii aC. Era fill de Luci Corneli Lèntul, i formava part de la gens Cornèlia, de la branca dels Lèntuls, d'origen patrici.
Va ser cònsol el 236 aC juntament amb Gai Licini Var, l'any següent que ho fos el seu germà. Va obtenir un triomf per una victòria sobre els lígurs.